# Svinninge, Holbæk
Svinninge är en ort i Danmark. Den ligger i kommunen Holbæk Kommune och regionen Region Själland, i den östra delen av landet. Svinninge ligger 9 meter över havet och antalet invånare är 2 376. Den ligger på ön Sjælland.
Terrängen runt Svinninge är platt. Den högsta punkten i närheten är 37 meter över havet, 2,2 km öster om Svinninge. Trakten runt Svinninge består till största delen av jordbruksmark.